# Idiostatus californicus
Idiostatus californicus är en insektsart som beskrevs av Francois Jules Pictet de la Rive 1888. Idiostatus californicus ingår i släktet Idiostatus och familjen vårtbitare. Inga underarter finns listade i Catalogue of Life.